# QuetzSat 1
«QuetzSat 1»   «КветцСат 1»  - мексиканський комунікаційний космічний апарат (КА ), виготовлений каліфорнійської фірмою Space Systems / Loral, на замовлення глобального оператора супутникового зв'язку «Ес-і-ес» (SES).
Запуск був проведений 29 вересня 2011 року з космодрому Байконур ракетою «Протон-М» з розгінним блоком «Бриз-М». В 7:45 мск 30 вересня управління супутником було передано замовнику 
Супутник «КвецСат-1» призначений для забезпечення телекомунікаційними послугами зв'язку та цифрового телемовлення на території Мексики, а також Північній та Центральної Америки.
КА працюватиме на геостаціонарній орбіті в позиції 77 ° з. д., яку уряд Мексики передало у використання мексиканської компанії QuetzSat, підрозділу супутникового оператора SES. Компанія EchoStar буде використовувати цей супутник для безпосереднього мовлення на території Мексики та США .

## Характеристики
КА QuetzSat-1 створений компанією Space Systems / Loral (SS / L) на базі космічної платформи SS / L 1300, яка забезпечує високу потужність для сучасного безпосереднього мовлення. Термін активної експлуатації супутника перевищить 15 років .
КА оснащений 32-я активними транспондерами Ku-діапазону.
| - | Габаритні розміри в орбітальній позиції | 7,015 х32, 45х7, 34 м | - | Діапазони робочих частот: | Діапазони робочих частот: | - | Канал «Земля - борт» | 17,3-17,8 ГГц | - | Канал «борт - Земля» | 12,2-12,7 ГГц | - | Діапазони частот телеметричних та командних каналів: | Діапазони частот телеметричних та командних каналів: | - | Канал «Земля - борт» | 17,793 і 17,797 ГГц | - | Канал «борт - Земля» | 12,692-12,699 ГГц |